# Batman v Superman: Zora pravednika
Batman v Superman: Zora pravednika (engl. Batman v Superman: Dawn of Justice), američki je superherojski film iz 2016. godine u kojem se kao glavni likovi pojavljuju superjunaci DC Comicsa Batman i Superman. U režiji Zacka Snydera i svjetskoj distribuciji kompanije Warner Bros., film Batman v Superman: Zora pravednika drugi je uradak iz kinematografskog serijala DC Extended Universe nakon filma Čovjek od čelika iz 2013. godine. Napisali su ga Chris Terrio i David S. Goyer, a u glavnim ulogama pojavljuju se Ben Affleck, Henry Cavill, Amy Adams, Jesse Eisenberg, Diane Lane, Laurence Fishburne, Jeremy Irons, Holly Hunter i Gal Gadot. Film Batman v Superman: Zora pravednika prvi je dugometražni igrani film u kojem se skupa pojavljuju superjunaci Batman i Superman kao i prvi film u kojem se pojavljuju likovi Wonder Woman, Aquaman, Flash i Cyborg. Glavna radnja filma vrti se oko Lexa Luthora i njegove manipulacije glavnim likovima kako bi izazvao sukob između Batmana i Supermana.
Snimanje filma najavljeno je 2013. godine na festivalu Comic-Con International u San Diegu, a nakon što je sa službenom kino distribucijom započeo Čovjek od čelika. Snyder je izjavio da će film svoju inspiraciju crpiti iz Batmanovog strip serijala The Dark Knight Returns autora Franka Millera, ali je također naglasio da će sadržavati originalnu premisu. Prikaz samog lika Batmana u ovom filmu razlikuje se od onoga što je publika imala prilike vidjeti u prethodnoj filmskoj trilogiji (Batman: Početak, Vitez tame i Vitez tame: Povratak). Film je također inspiriran narativnim elementima priče Death of Superman. Pretprodukcija je započela u East Los Angeles College u listopadu 2013. godine, a snimanje je startalo u svibnju 2014. godine u Detroitu (država Michigan). Također se snimalo i u Chicagu.
Film Batman v Superman: Zora pravednika svoju je premijeru imao 19. ožujka 2016. godine u Mexico Cityju, a u kino distribuciju u SAD-u krenuo je 25. ožujka 2016. godine u 2D-u, 3D-u, IMAX 3D-u i 4DX-u. U istim formatima film se započeo prikazivati u hrvatskim kinima dan ranije (24. ožujka). Nakon odličnog box-office starta kojim je srušio nekoliko rekorda, film je ostao upamćen po velikom padu gledanosti u drugom vikendu prikazivanja od kojeg se nikad nije oporavio. Unatoč tome što je ostvario profit, film se danas smatra box-office neuspjehom, a primio je uglavnom negativne kritike filmske struke zbog tonaliteta, scenarija i ritma, premda su neki hvalili vizualni stil i glumačka ostvarenja. Dana 28. lipnja 2016. godine film je krenuo u digitalnu distribuciju, a od 19. srpnja i u Blu-ray i DVD distribuciju. "Ultimativno izdanje" za kućno kino sadržava dodatnu 31 minutu filma koja nije bila viđena u kinima. Službeni nastavak filma je Liga pravde koji je s kino distribucijom krenuo u studenom 2017. godine.

## Radnja
Osamnaest mjeseci nakon bitke između Supermana i Generala Zoda u Metropolisu, Superman je postao kontroverznim likom. Milijarder Bruce Wayne koji već dva desetljeća brani Gotham City u Supermanu vidi potencijalnu prijetnju čovječanstvu. S druge strane, nakon što sazna na koji to način Batman provodi pravdu, Clark Kent odlučuje razotkriti njegov identitet kroz niz članaka u Daily Planetu. Wayne otkriva da se ruski trgovac oružjem Anatoli Knyazev nalazi u kontaktu s mogulom Lexom Luthorom, čelnim čovjekom korporacije LexCorp. U međuvremenu, Luthor neuspješno pokušava uvjeriti senatoricu June Finch da mu dopusti u zemlju uvesti kriptonit kojeg je pronašao u Indijskom oceanu kako bi ga zadržao pod krinkom obrane potencijalnih budućih napada s planeta Kriptonit. U konačnici, nakon što se dogovori s jednim od Finchinih podređenih, Lex uspijeva u svom naumu i dolazi do Zodovog mrtvog tijela i svemirskog broda s Kriptona.
Bruce se pojavljuje na gala večeri u LexCorpu kako bi ukrao zaštićene podatke s glavnog servera kompanije, ali mu ih uzima prodavačica antikviteta Diana Prince koja mu ih kasnije i vraća. Tijekom pokušaja dešifriranja diska, Bruce sanja post-apokaliptični svijet u kojem predvodi skupinu pobunjenika u borbi protiv fašistički nastrojenog Supermana. Iz sna ga budi nepoznata osoba koja ga upozorava da Lois Lane ima ključnu ulogu za budućnost te ga, prije nego što nestane, potiče da pronađe "ostale". Wayne kasnije otkriva da se Luthor bavi istraživanjem metaljudi. Jedna od njih je i Diana Prince koju Bruce vidi na fotografiji iz Prvog svjetskog rata. Wayne priznaje Alfredu Pennyworthu da planira ukrasti kriptonit i od njega napraviti oružje u slučaju da postane nužno boriti se sa Supermanom.
Na saslušanju u Kongresu, Finch ispituje Supermana, ali sve biva prekinuto iznenadnom eksplozijom koja ubija sve osim njega. Vjerujući da je trebao otkriti bombu i frustriran činjenicom što nije uspio spasiti ljude, Superman odlučuje postati izopćenikom. U međuvremenu Batman provaljuje u LexCorp i krade kriptonit te od njega izrađuje moćni eksoskeleton, kriptonitski bacač bombi i kriptonitsko koplje. Za to vrijeme Luthor ulazi u svemirski brod s Kriptona i pronalazi pozamašne detalje o tehnologiji sakupljenoj iz preko stotina tisuća svjetova.
Luthor otima Lois i Marthu Kent, Clarkovu pomajku kako bi na taj način izmamio Supermana iz izgnanstva. Otkriva mu da ih je obojicu izmanipulirao te od njega traži da ubije Batmana u zamjenu za Marthin život. Superman pokušava Batmanu objasniti situaciju, ali ga ovaj ne želi slušati i u konačnici ga uspije ukrotiti. Prije nego što Batman ubije Supermana s kriptonitskim kopljem, Superman mu govori da mora "spasiti Marthu" (Martha je također ime Bruceove pokojne majke) te na taj način dobije dovoljno vremena prije nego što dođe Lois i Batmanu objasni što se zapravo događa. Shvaćajući koliko daleko je otišao i u nemogućnosti dopuštanja da umre još jedna nevina osoba, Batman spašava Marthu dok se Superman suočava s Luthorom u svemirskom brodu s Kriptona.
Budući mu prvotni plan nije uspio, Luthor kreće u rezervni i na slobodu pušta genetski projektirano čudovište koje dijeli DNK Generala Zoda i samog Luthora. U tom trenutku neočekivano se pojavljuje Diana Prince koja otkriva svoju metaljudsku prirodu te se pridružuje Batmanu i Supermanu u njihovoj borbi s čudovištem. Ipak, njih troje ga ne uspijevaju poraziti pa Superman shvaća da će to biti moguće samo s kriptonitskim kopljem kojeg uzima i njime ubija čudovište. Međutim, u njegovim posljednjim trenucima života čudovište istim kopljem uspijeva smrtno raniti Supermana.
Luthor biva uhićen, a Batman ga posjećuje u zatvoru i upozorava da će ga zauvijek držati na oku. Luthor se veseli što je Supermanova smrt svijet učinila ranjivim na izvanzemaljske prijetnje. U Metropolisu se održava komemoracija za Supermana. Clark je također proglašen mrtvim, a nekolicina prijatelja i članova obitelji uključujući Brucea Waynea i Dianu Prince pojavljuje se na sprovodu u Smallvilleu. Martha daje kuvertu Lois u kojoj se nalazi Clarkov zaručnički prsten. Nakon sprovoda Bruce Diani izražava kajanje zbog toga što je iznevjerio Supermana. Otkriva joj da planira sastaviti tim metaljudi, počevši od onih iz Luthorovih dosjea, a sve kako bi pokušali obraniti svijet sada kada Supermana više nema. Nakon što odu, dijelovi zemlje koji se nalaze na Clarkovom grobu počnu levitirati.

## Glumačka postava i likovi
- Ben Affleck kao Bruce Wayne/Batman

Milijarder, član visokog društva i vlasnik korporacije Wayne Enterprises koji je svoj život posvetio zaštiti Gotham Cityja od kriminalnog podzemlja kao visoko-obučeni, maskirani osvetnik. U ovom filmu Batmanovo odijelo napravljeno je od tkanine za razliku od oklopnih odijela u prijašnjim filmskim portretima lika, a u borbi protiv Supermana korišteno je mehaničko odijelo. Za Batmanovo odijelo redatelj Zack Snyder je izjavio: "Imao sam vrlo jasnu ideju što sam želio napraviti - zbilja sam želio imati odijelo od tkanine, a ne ono što smo imali do sada. Na taj način odijelo je evoluiralo." Za razliku od ranijih verzija u kojima je lik Batmana govorio dubljim glasom, u ovoj verziji koristi se glasovni modulator čija je zadaća donekle izmijeniti pravi glas Brucea Waynea; Ben Affleck je rekao da bi glas dobro poznatog milijardera, čak i kada on govori dubljim tonalitetom, bio lako prepoznatljiv. Na upit što ovog Batmana čini drugačijim od prijašnjih filmskih portreta, Affleck je izjavio da je ovaj "malo stariji i iskusniji. Definitivno je prošao kroz par stvari i sada je puno iskusniji, ali i ciničniji i mračniji" te nadodao da je Batman postao "više izložen samom nasilju i kriminalu". Na portret Batmana u ovom filmu utjecao je strip The Dark Knight Returns autora Franka Millera u kojem se Batman nalazi u 50-im godinama života. Snyder je izjavio: "Apsolutno sam želio starijeg Batmana. Želio sam ratom istrošenog Batmana. Upravo je zbog toga Ben bio savršen odabir za tu ulogu - malo smo ga postarali i sve je funkcioniralo savršeno. Uzbuđen sam zbog Batmana kojeg smo stvorili." Za Affleckovo glumačko ostvarenje Snyder nadodaje: "Ben nam je donio zanimljivu protutežu Henryjevom Supermanu. On ima sposobnost stvoriti više slojeva lika koji je malo stariji i iskusniji od Clarka Kenta, ali koji na sebi također nosi ožiljke istrošenog borca protiv kriminala u isto vrijeme održavajući šarmantnost koju svijet vidi u milijarderu Bruceu Wayneu." Affleck je s druge strane hvalio Snydera zbog njegove ideje portretiranja posljedica razaranja Metropolisa iz prethodnog filma: "Jedna od stvari koja mi se najviše svidjela jest prikaz odgovornosti i posljedica bitke koju smo već vidjeli te portret stvarnih ljudi koji su se nalazili u tim zgradama. Zapravo je jedna od tih zgrada i ona Brucea Waynea tako da su mu oni koji su poginuli bili već poznati". Glumac Brandon Spink portretira mladog Brucea Waynea.
- Henry Cavill kao Clark Kent/Superman

Jedini preživjeli s uništenog planeta Kriptona ujedno i novinar za Daily Planet koji učestalo koristi svoje izvanzemaljske sposobnosti kako bi štitio čovječanstvo. Supermanovo odijelo u ovom filmu donekle je slično onome koje smo već imali prilike vidjeti u Čovjeku od čelika, ali s naprednom, visoko-tehnološkom površinom i svjetlijim, realističnijim plaštem. Na Supermanov simbol dodan je natpis na kriptonskom jeziku: "Tamo gdje se čini da stojimo sami, nalazit ćemo se s cijelim svijetom". Kao odgovor na pitanje kako je Superman prihvatio svoju ulogu junaka nakon prethodnog filma, glumac Cavill je izjavio: "Naviknuo je na taj posao i čini sve što može kako bi spasio što više života može. Više nije mahnit." Na to kako Superman gleda na Batmanov pristup kriminalu, Cavill odgovara: "Ne slaže se s njegovim oblikom pravednosti. Za ovog dječaka s farme, koji pokušava stvari raditi na ispravan način, pravda po svaku cijenu nije nešto s čime se može pomiriti". Cavill pokušava iskoristiti svoju poziciju novinara Daily Planeta kako bi "pokazao svijetu što taj Batman zapravo radi". Radnja filma dotiče se razaranja za koje su odgovorni Superman i General Zod iz prethodnog filma, a koje je bilo kritizirano zbog duljine trajanja na što je Snyder odgovorio: "Bio sam uistinu iznenađen, jer je za mene to glavna teza Supermana kao lika - ne možeš imati superheroje koji samo idu okolo i razaraju bez ikakvih posljedica". Za percepciju Supermana u javnosti u ovom filmu Cavill je izjavio: "U ovom filmu ljudi su podijeljeni oko svojih mišljenja o ovom izvanzemaljcu. Neki ljudi ga vole, neki ga mrze. Drugi ga se boje. Je li on tiranin?". Na upit kako je Superman evoluirao iz prethodnog filma, Cavill odgovara: "Superman nije toliko različit. Međutim, mora se boriti s potpuno novim problemima zbog toga što ga sada cijeli svijet poznaje. Radnja ovog filma vrti se uglavnom oko toga kako na njega svijet gleda kao na izvanzemaljca (a pogotovo Batman), a manje oko same njegove evolucije". Cavill opisuje Supermana i Batmana kao "dvije strane istog novčića. Njih dvojica imaju isti cilj, ali koriste se različitim metodama kako bi ga postigli. Razumljivo upravo će se oko toga i sukobiti, a taj će njihov sukob biti povijesni trenutak".
- Amy Adams kao Lois Lane

Novinarka Daily Planeta i djevojka Clarka Kenta. O svojoj ulozi glumica Adams je izjavila: "Lois je i dalje ključna što se tiče informacija. To je djevojka koja odlazi na različita mjesta, otkriva različite stvari, donosi različite zaključke pa je na taj način izrazito involvirana u cijelu priču". Na upit o svojim razmišljanjima u vezi portretiranja lika Lois Lane u filmu, Adams je odgovorila: "Volim činjenicu što je neustrašiva. Ja nisam takva pa je prilično zabavno tumačiti lik koji se ne boji posljedica". Što se pak tiče veze između nje i Clarka Kenta, Adams odgovara: "Ono što je super kod njih je da kada ih vidite u ovom filmu odmah shvaćate da se nalaze u vezi već neko vrijeme. Bilo je odlično razviti tu vrstu intimnosti i prijateljstva koje sam stvorila s Henryjem". Glumica također opisuje Clarka Kenta kao na vezu Lois Lane s čovječnošću i ističe: "Ona možda može vidjeti dublje, ali u stvarnosti ima posao i moralne standarde. Kad smo je vidjeli prvi puta, to je bila osoba koja će učiniti sve kako bi došla do priče, ali joj je Clark ugradio nešto vjere u čovječanstvo. Njezina veza s Clarkom je najbliže što će se ona ikada približiti religioznosti, premda će u isto vrijeme njihov zajednički život donijeti određene probleme".
- Jesse Eisenberg kao Lex Luthor

Ekscentrični mladi biznismen i nasljednik korporacije LexCorp opsjednut željom za uništenjem Supermana. Luthor je u stripovima obično prikazan kao ćelavi lik, dok ga u većem dijelu ovog filma vidimo s kosom. Glumac Eisenberg na upit o portretu lika Luthora u ovom filmu za razliku od prethodnih inačica odgovara: "Kada glumite lika koji je već portretiran ranije morate se potruditi da ga odglumite potpuno drugačije. Razlog zašto to morate napraviti jest taj što postoji šansa da vas publika neće odmah prihvatiti pogotovo zato što su prijašnje Luthore tumačile legende Gene Hackman i Kevin Spacey". O pozadini svog lika Eisenberg izjavljuje: "Njegova prošlost je tragična, a unutrašnji osobni život autentičan. To je ono što vidimo u filmu. Zainteresirao sam se za lik s pravim emocijama, a scenarist Chris Terrio se zainteresirao za stvaranje lika koji se vrlo lako može pronaći u stvarnom životu". Što se pak Luthorovog ponašanja prema Supermanu tiče Eisenberg ističe: "On je prvorazredni narcis, ali je također kompetitivan i osvetoljubiv. On ne gleda na Supermana kao na nekoga koga želi uništiti, već kao na stvarnu prijetnju čovječanstvu". Eisenberg je svoju ulogu Lexa Luthora opisao kao najprobitačniju u dosadašnjoj karijeri: "Na mnogo načina Luthor je puno kompleksniji lik, poput nekoga koga bi prije vidjeli u nezavisnom filmu. Prilika da glumite takav lik u ovakvom filmu je izrazito rijetka". Eisenberg je također opisao i glavnu temu filma: "Postavlja pitanje kako jedan čovjek može imati toliko moći. To su stvari o kojima razmišljamo kad razgovaramo o totalitarnim državama. Ovaj film dotiče se geopolitičkih pitanja i to ne na način koji je pretenciozan ili ezoteričan".
- Diane Lane kao Martha Kent

Clarkova pomajka. O svojoj ulozi Supermanove majke, Lane je izjavila: "Oduvijek sam govorila da bi ultimativni test bio kad bih imala sina. Odgojiti dobrog čovjeka - ne postoji ništa plemenitije od toga". Na upit o suradnji sa Zackom Snyderom na ovom filmu Lane je izjavila da je bila impresionirana njegovom imaginacijom i nadodala: "Tko dobije priliku prikazati na ekranu takve stvari za milijune gledatelja? To je velika stvar. U isto vrijeme radi se o časti, ali i teretu i ne mogu zamisliti nositi se sa svim tim". Za Marthinu podršku svom sinu, Lane izjavljuje: "Mislim da ga ona konstantno podsjeća na to da on ima izbora. On ne treba biti gurnut prema svojoj sudbini. On zapravo može osjetiti zadovoljstvo vlastitim izborom".
- Laurence Fishburne kao Perry White

Glavni urednik Daily Planeta i šef Clarku i Lois. Na upit o repriziranju svoje uloge Fishburne je izjavio: "Radovao sam se povratku ovom liku. Uzbudio sam se kad sam pročitao scenarij i vidio što se nalazi u samom središtu radnje, a to je bila ta velika bitka između ova dva titana". Za lik Perryja Whitea Fishburne nadodaje: "On se bori s činjenicom što postaje svjestan da njegovom mediju prijeti izumiranje pa se samim time nalazi u teškoj poziciji. Dobra stvar je što ima fantastične novinare poput Lois Lane i Clarka Kenta koji su zainteresirani i gladni dobrih priča". Opisujući radni odnos Perryja s Lois Lane Fishburne kaže: "Ona je moje omiljeno dijete, ali ujedno i najproblematičnije". Što se samog iskustva snimanja tiče i odnosa njegovog lika prema ostalima Fishburne ističe: "U početku je to bilo tek nekoliko dana snimanja s Lois, Clarkom i Perryjem. Ostatak je bilo samo snimanje s Lois te otkrivanje kako ju usmjeriti tamo gdje je trebala otići. Međutim, mislim da su njihovi međusobni odnosi uspostavljeni još u Čovjeku od čelika".
- Jeremy Irons kao Alfred Pennyworth

Batler Brucea Waynea, šef njegovog osiguranja i najvjerniji prijatelj. Irons je opisao svoj portret Alfreda Pennywortha kao "poprilično različitog od svega što smo vidjeli do sada. Zack Snyder imao je neke jasne vizije u vezi s tim što je htio. Rekao bih da je moj Alfred puno više od običnog butlera". Na upit što njegovog Alfreda čini drugačijim od prijašnjih portreta Irons je izjavio: "Redatelj Zack Snyder želio je kreirati potpuno drugačiji lik. Zbog toga sam smatrao da nisam trebao nositi breme mojih prethodnika. Sve je to poput reinkarnacije, ako želite na to tako gledati. Imao sam osjećaj da kreiram svog vlastitog Alfreda". Prema Ironsu, Alfred je "puno više involviran u Bruceove odluke". Na upit kakav će Alfred biti u filmu Irons izjavljuje: "On ima zanimljivu povijest. Vrlo je kompetentan. Vjerujem da je on čovjek za kojeg bi većina željela biti oženjena. On može raditi sve: zamijeniti žarulje, ali i dignuti u zrak mostove (ako mora)".
- Holly Hunter kao June Finch

Američka senatorica iz Kentuckyja koja vodi političku debatu u vezi Supermana i njegovih djela. O svojem iskustvu snimanja filma, Hunter je izjavila: "Bilo je uistinu zabavno biti dijelom ove gigantske, masivne mašinerije na čijem je čelu Zack Snyder za kojeg se čini kao da je na domaćem terenu. Većina ljudi bi doživjela živčani slom s takvom količinom pritiska, ali on je svim tim zanesen". Na upit kako je postala involvirana u film, Hunter je odgovorila: "Zack me nazvao. Došao mi je s ponudom, a ja sam mu samo rekla: 'Da, to bi moglo biti zabavno'. Zabavno je miješati vlastite performanse. Imam scene sa Supermanom. On izgleda fenomenalno. I vidjeti Bena Afflecka i Henryja zajedno je uistinu sjajno". Njezin lik u filmu ima poprilično jednostrano viđenje Supermana: "Koji je njezin problem sa Supermanom? Činjenica da apsolutna moć apsolutno upropaštava. Kada je moć autonomna, unilateralna bez ikakvog zakonodavstva, bez granica, bez zakona izuzev onoga koje postoji u njegovom umu, to može biti jako štetno". Hunter svoj lik opisuje: "Vjerujem da je ona kao senatorica unijela svoju ženstvenost na posao u smislu načina na koji sluša, načina na koji je znatiželjna te sposobnosti prosuđivanja. Za mene je ona prava žena".
- Gal Gadot kao Diana Prince/Wonder Woman[44]

Besmrtna ratnica Amazonka ujedno i princeza Temiskire. Odijelo Wonder Woman napravljeno je od kromiranog obojenog poliuretana, a također koristi i omote na rukama i pojas za mač. Gadot svoj lik opisuje kao osobu koja "ima mnogo snage i moći, ali na kraju dana ona je samo žena jake emotivne inteligencije". Opisujući samilost Wonder Woman, Gadot izjavljuje: "Njezino srce je njezina najjača strana. Mislim da su žene fantastične zbog toga što mogu pokazati što zbilja osjećaju. Divim se takvim ženama". U vezi svojih razmišljanja o portretu Wonder Woman, Gadot ističe: "Poznata vam je Wonder Woman; ona je fantastična. Volim sve što ona predstavlja i sve za što se zalaže. Ona voli ljubav, suosjećanje, istinu, pravdu i ravnopravnost, a uz sve to je i prava žena. Za mene je bilo važno da se ljudi s njom mogu poistovjetiti". O svojoj ulozi u filmu, Gadot nadodaje: "U ovom filmu možete vidjeti tek trunku onoga što Wonder Woman zbilja jest - ovo je njezino prvo predstavljanje u filmskom svijetu. Ali razgovarali smo o njezinoj snazi, lažnom predstavljanju i ponašanju. Zašto se ponaša tako?". Što se tiče njezine bitke s Doomsdayjem Gadot ističe: "Sjećam se da mi je redatelj Snyder nakon što smo završili sa snimanjem prišao i upitao me: 'Jesi li se ti to upravo podsmjehnula?'. Odgovorila sam da jesam pa me upitao: 'Zašto? Mislim da mi se svidjelo, ali zašto?'. A ja sam mu samo odgovorila: 'Pa ako se on poigrava s njom, zašto se ona ne bi poigrala s njim? Ona zna da će na kraju pobijediti.' Na kraju dana, Wonder Woman je mirotvorka. Ali kada stigne vrijeme za bitku, ona je spremna. Ona je ratnica i uživa u adrenalinu koji ta bitka donosi". Gadot je također izjavila: "Ne želim da ljudi misle da je savršena.". Za glumicu Gadot i njezino dobivanje uloge Snyder je izjavio: "Wonder Woman je vjerojatno najmoćniji ženski lik svih vremena i omiljeni lik svijeta DC-ja. Ne samo da je Gal fantastična glumica, već ima i onu magičnu kvalitetu koja ju čini savršenom za ovu ulogu". Gadot je za pripremu uloge otišla na dijetu te je naporno trenirala, pogotovo različite oblike borilačkih vještina, a na sebe je nabacila i 9 kilograma mišića. Glumici Gadot za film Čovjek od čelika ponuđena je uloga Faore Hu-Ul, ali ju je odbila zato što je u to vrijeme bila trudna; to joj je omogućilo da kasnije postane Wonder Woman.
- Scoot McNairy kao Wallace Keefe

Zaposlenik korporacije Wayne Enterprises koji ostaje bez obje noge nakon destrukcije Metropolisa, a za svoju nesreću odgovornim smatra Supermana. McNairy opisuje svoj lik kao jedan od onih kakve do sada nije imao prilike glumiti u karijeri: "Morao sam zbilja izvesti nešto originalno kako bih mogao odglumiti takav lik". Na upit da li se njegov lik čuva kao filmsko iznenađenje McNairy odgovara: "Nisam siguran da li bih njegov lik mogao nazvati iznenađenjem. Rekao bih da je to lik koji pomaže priči da bude ispričana". O svojim razmišljanjima o nastupu u filmu McNairy izjavljuje: "Biti dijelom svijeta stripova koje si čitao u djetinjstvu je naprosto fantastično".
- Callan Mulvey kao Anatoli Knyazev

Ruski terorist koji radi za Luthora. Za dodjelu uloge Mulveyju u filmu Zack Snyder izjavljuje: "Imao sam sreće raditi s Callanom na filmu 300: Uspon carstva i bio sam vrlo impresioniran njegovim glumačkim talentom. On je fantastičan glumac i radujem se ponovnom radu s njim". Na upit o radu sa Snyderom, Mulvey je rekao: "Zack je pravi vizionar pa unaprijed znam da se radi o fantastičnom projektu. Na stranu njegov talent kao redatelja, ljudi zbilja vole raditi sa Zackom i biti dijelom njegovih setova što zbilja govori sve o toj temi".
- Tao Okamoto kao Mercy Graves

Luthorova asistentica. O svojoj ulozi u filmu Okamoto je izjavila: "Sve je bilo tako fascinirajuće. Moja uloga nije bila pretjerano velika. Uglavnom sam do sada igrala otkačene djevojke, a to mi je nakon nekog vremena postalo zamorno. Ali ovdje sam uživala biti negativkom. Pokušala sam biti zlobna". Za dodjelu uloge glumici Okamoto redatelj Snyder je izjavio: "Tao ima fantastičan balans ljepote i glumačke sposobnosti. Jako sam uzbuđen što nam se pridružila u ovoj našoj maloj avanturi".
- Robin Atkin Downes kao Doomsday

Čudovišno stvorenje koje je kreirao Luthor iz kriptonske tehnologije, a koje sadržava Luthorovu DNK, kao i DNK Generala Zoda. Glumac Downes portretira lik kroz tehnologiju motion-capture, a također mu posuđuje i glas. Sama uloga držana je u strogoj tajnosti i to toliko velikoj da niti sam glumac Downes nije znao koji lik tumači sve do izlaska druge kino najave. O svojoj ulozi Downes je izjavio da je ponosan što će biti dijelom filma i izrazio svoje divljenje što je oživio lik Doomsdaya. Na upit zašto je upravo Doomsday izabran da bude dijelom filma redatelj Zack Snyder je odgovorio: "U bitci protiv heroja kakvi su Batman i Superman željeli smo uvesti jednog od najprepoznatljivijih i najmoćnijih negativaca iz svijeta DC-ja. On je, u konačnici, nezaustavljiva sila. U filmu on svijetu predstavlja pravu prijetnju". Snyder je potvrdio da će se Doomsday vratiti: "Postoji taj lik, Doomsday, zar ne? On nije jedan od onih likova koji se samo sakriju pod zemljom. On ima vlastitu mitologiju. To ćemo istražiti". Downes je u prošlosti posudio svoj glas raznim likovima u animiranim filmovima DC-ja, kao i u DC-jevim videoigrama.
Uz sve navedene glumce, Jeffrey Dean Morgan i Lauren Cohan tumače uloge Thomasa i Marthe Wayne, Bruceovih pokojnih roditelja; Patrick Wilson posuđuje glas Predsjedniku SAD-a, a Michael Cassidy glumi Jimmyja Olsena, agenta CIA-e. Svoje uloge iz filma Čovjek od čelika ponavljaju Harry Lennix kao Calvin Swanwick, Christina Wren kao Carrie Farris, Kevin Costner kao Jonathan Kent, Rebecca Buller kao Jenny Jurwich, Chad Krowchuk kao Glen Woodburn i Carla Gugino kao Kelor, umjetna inteligencija s Kriptona. Leš Generala Zoda također se pojavljuje u filmu u krucijalnoj ulozi; međutim Michael Shannon nije snimio niti jednu scenu za film, a lik je kreiran uz pomoć fotografije njegove glave dok je tijelo "posudio" fitness model Greg Plitt. Mark Edward Taylor glumi Jacka O'Dwyera, izvršnog direktora kompanije Wayne Enterprises.
Ezra Miller, Jason Momoa i Ray Fisher tumače Barryja Allena (Flasha), Arthura Curryja (Aquamana) i Victora Stonea (Cyborga) u kratkim nastupima koji služe kao uvod za film Liga pravde. Joe Morton tumači ulogu Silasa Stonea, Victorovog oca. Senator Patrick Leahy pojavljuje se u cameo ulozi senatora Purringtona, dok se senatorica Debbie Stabenow također pojavljuje u cameo ulozi kao guvernerica New Jerseyja. Neil deGrasse Tyson, Soledad O'Brien, Anderson Cooper, Nancy Grace i Charlie Rose glume sami sebe. Jena Malone dobila je ulogu kao znanstvenica u S.T.A.R. laboratorijima, ali njezina uloga izrezana je u kino verziji filma skupa s likovima iz filma Čovjek od čelika Coburna Gossa kao oca Leonea i Josepha Cranforda kao Petea Rossa; njihovi likovi pojavljuju se u produženom izdanju filma za kućno kino. Također u produženoj verziji filma Jon Stewart ima cameo ulogu. Kako bi se uspostavila veza između filmova, Chris Pine se na fotografiji s Dianom Prince pojavljuje kao Steve Trevor kojeg je utjelovio u filmu Wonder Woman.

## Produkcija

### Razvoj projekta
"Nakon što smo završili s radom na filmu Čovjek od čelika i započeli razgovarati o sljedećem filmu suptilno sam počeo spominjati da bi bilo izrazito cool kada bi se Superman suočio s Batmanom... Nalaziš se na sastanku u vezi priče i razgovaraš o tome tko bi mogao biti sljedeći Supermanov protivnik sada kada se borio sa sebi fizički jednakom prijetnjom (Generalom Zodom) i koji dolazi s njegovog planeta... Tko bi mogao biti sljedeći?... Ali nikako ne želim reći da sam prihvatio rad na Čovjeku od čelika samo zato da bih došao do Batmana. Zbilja vjerujem da je Batman ušao u priču tek nakon što smo ozbiljno razgovarali o tome tko bi mogao biti sljedeći Supermanov protivnik."

U lipnju 2013. godine kompanija Warner Bros. službeno je objavila da će se redatelj Zack Snyder i scenarist David S. Goyer vratiti raditi na nastavku Čovjeka od čelika, a da je kino distribucija predviđena za 2015. godinu. Narednog mjeseca Snyder je na Comic-Con International u San Diegu potvrdio da će se u nastavku Čovjeka od čelika po prvi put na filmu skupa pojaviti Superman i Batman. Goyer i Snyder zajedno će napisati priču iz koje će Goyer razviti scenarij, a Christopher Nolan na filmu će sudjelovati kao savjetnik u ulozi izvršnog producenta. Prema Snyderu film će svoju inspiraciju crpiti iz stripa The Dark Knight Returns.
U studenom 2013. godine Snyder je pojasnio da film neće u cijelosti biti temeljen na spomenutom romanu: "Ako bismo to radili, trebali bismo drugačijeg Supermana. Ali mi lik Batmana uvodimo u svijet u kojem Superman već živi". Film Batman v Superman označava prvo pojavljivanje lika Wonder Woman na filmskom ekranu u povijesti, lik kojeg je kompanija Warner Bros. željela "oživjeti" još od 1996. godine. U prosincu 2013. godine Chris Terrio unajmljen je da završi scenarij budući je Goyer postao zaposlen drugim projektima. Komentirajući o utjecajima na priču, Terrio je u članku za Wall Street Journal otkrio da film crpi inspiraciju iz Nolanove filmske trilogije, talijanskog eseja iz 1972. godine The Myth of Superman autora Umberta Ecoa te iz pjesme Musée des Beaux Arts autora W. H. Audena koji se bave svakodnevnim pitanjima života normalnih ljudi unutar epske borbe mitoloških likova: "U pričama o superjunacima, Batman je Pluton, bog podzemlja, a Superman je Apolon, bog neba. To mi se činilo vrlo zanimljivim - njihov konflikt ne događa se samo zbog manipulacije, već i zbog njihovog samog postojanja". Originalna ideja je bila da se u filmu također pojave likovi Jokera i Riddlera, ali Snyder je u konačnici odustao od iste.
Službeni naslov filma, Batman v Superman: Zora pravednika otkriven je u svibnju 2014. godine. Snyder je tom prilikom izjavio da su u naslov stavili slovo v umjesto vs. kako bi "napravili razliku između tipičnog filma sukoba (versus)". Henry Cavill kasnije je nadodao: "Ne bih ovaj film nazvao nastavkom Supermana. Ovo je Batman protiv Supermana. Potpuno drugi, novi film. On uvodi lik Batmana u priču i proširuje svijet koji je započeo Čovjekom od čelika". Forbes je istaknuo da premda je film potekao kao nastavak Čovjeka od čelika poslužio je kao "uvod u Ligu pravde, a također može stajati i kao samostalni film o Batmanu". Kao dio sudske nagodbe s nasljednicima, ovo je prvi film o Batmanu koji je u svojoj uvodnoj špici kao jednog od autora tog lika naveo Billa Fingera.

### Dodjela uloga
Henry Cavill, Amy Adams, Kevin Costner, Diane Lane, Laurence Fishburne, Harry Lennix i Christina Wren ponavljaju svoje uloge iz filma Čovjek od čelika. Glavnoj glumačkoj postavi pridružili su se Ben Affleck kao Batman, Gal Gadot kao Wonder Woman, Jesse Eisenberg kao Lex Luthor, Jeremy Irons kao Alfred Pennyworth, Ray Fisher kao Cyborg, Jason Momoa kao Aquaman i Tao Okamoto kao Luthorova asistentica Mercy Graves. Scoot McNairy i Callan Mulvey dobili su uloge Wallacea Keefea odnosno Anatolija Knyazeva, a Jena Malone je dobila ulogu Jenet Klyburn, lika koji se ekskluzivno pojavljuje samo u produženom, ultimativnom izdanju filma za kućno kino.
Zora pravednika drugi je Affleckov film u kojem glumac igra superjunaka; također je tumačio lik Daredevila u istoimenom filmu iz 2003. godine, a u početku nije želio glumiti Batmana: "Osjećao sam da se neću dobro uklopiti u tu tradicionalnu ulogu. Međutim nakon što mi je Zack Snyder pokazao koncept koji je osmislio te da će film biti potpuno drugačiji od izvrsne trilogije koju su snimili redatelj Nolan i glumac Christian Bale, ali da će lik ostati vjeran stripu, pomalo mi se sve počelo više sviđati". U jednom od ranijih intervjua Affleck je još 2006. godine izjavio da ga je Daredevil "cijepio protiv nastupa u još jednom filmu o superjunacima".
Snyder je odlučio u filmu prikazati starijeg Batmana kako bi bio savršena protuteža mlađem Supermanu: "To je lik koji istovremeno ima ožiljke ostarjelog borca protiv kriminala, ali koji zadržava šarm kojeg svijet vidi u milijarderu Bruceu Wayneu". Redatelj Nolan sudjelovao je u odluci da se glavna uloga dodijeli Afflecku i on je bio prvi glumac kojem je Snyder prišao. Redatelj je za ulogu Batmana također razmatrao i glumca Josha Brolina. Bale je priznao da je želio ponovno glumiti Batmana nakon filma Vitez tame: Povratak, premda je istaknuo da se njegova inkarnacija Batmana ne uklapa u niti jedan drugi film, a nitko iz kompanije Warner Bros. mu nije prišao u vezi razgovora za ulogu u novim filmovima.
Za Eisenberga koji je dobio ulogu Lexa Luthora redatelj Snyder je izjavio: "To što je Jesse dobio ovu ulogu omogućava nam da istražimo ovu vrlo zanimljivu dinamiku, a također on je takva vrsta glumca koji će sam lik odvesti u nekim novim i neočekivanim smjerovima". Prije nego što je Eisenberg dobio ulogu za istu je razmatran Bryan Cranston. Producent Charles Roven otkrio je da će se lik Wonder Woman u filmu razlikovati od svog originalnog začetka u stripovima u kojima je opisana kao "figura stvorena iz gline kojoj su život podarili bogovi". Prije nego što je Gadot dobila ulogu za istu je razmatrana Olga Kurylenko. Zora pravednika prvi je dugometražni film za glumca Raya Fishera te prvi film u kojem se pojavljuje strip junak Cyborg čija će uloga biti znatno veća u nadolazećim filmovima iz DC-jevog univerzuma. Ista je situacija i s likom Aquamana koji se po prvi puta na ekranu pojavljuje upravo u ovom filmu.
Odluke o dodjeli uloga Afflecku, Gadot i Eisenbergu bile su izuzetno kritizirane. Posebno se to odnosi na Afflecka za kojega je postojalo nekoliko peticija na internetu koje su zahtijevale njegovo uklanjanje iz filma; za razliku od prijašnjih glumaca koji su utjelovili Batmana, njega se nije smatralo dovoljno zastrašujućim za tu ulogu. Suprotno tim mišljenjima, novinar J. C. Maçek III iz PopMattersa u svojim je tekstovima dao potporu Afflecku: "Još kada su vijesti o dodjeli uloge bile svježe, napisao sam članak u kojem sam branio Bena Afflecka kao Batmana. Danas ću reći samo neka taj članak govori sam za sebe". Kroz društvene mreže obožavatelji stripa Wonder Woman kritizirali su dodjelu uloge glumici Gadot ističući da njezina fizička pojava nije niti nalik onoj iz stripova. Kao odgovor na to, Gadot je istaknula da se trenutno nalazi na obuci različitih borilačkih vještina kako bi postigla zadovoljavajuće fizičko stanje koje više odgovara stripovima. Obožavatelji su također kritizirali Eisenberga ističući da je 30-godišnji glumac premlad za tu ulogu te da fizički nije dovoljno impozantan. Nakon što je film krenuo s kino distribucijom, Affleck i Gadot dobili su iznimno pozitivne kritike za svoje performanse, premda je sam film praktički sasječen od strane kritike i publike diljem svijeta.

### Dizajn
Kao i na filmu Čovjek od čelika i u ovome je glavni kostimograf bio Michael Wilkinson. Poboljšao je Supermanovo odijelo za razliku od prethodnog filma kako bi se ono doimalo "svježe i uklapalo u ovu Snyderovu viziju stripovskog svijeta". Na prvo Batman odijelo koje vidimo u filmu utjecao je strip The Dark Knight Returns; međutim za razliku od Batmanovih odijela viđenih u ranijim filmovima, ovo je napravljeno od tkanine. Fotografija odijela Wonder Woman otkrivena je 2014. godine na Comic-Conu u San Diegu, a njezin kostim sadržava crvenu, plavu i zlatnu boju.
Drugo Batman odijelo također je otkriveno na Comic-Conu, ali za razliku od prvog ovo je bilo oklopno. Aquaman je u ovom filmu prikazan s "tetovažama po uzoru na Maore" te u odijelu "prekrivenom zlatnim, crnim i srebrnim oklopom". Prema podacima iz studija Warner Bros. nova generacija Batmobilea zapravo je kombinacija uglađenog dizajna klasičnog i tehnološki naprednog, gotovo vojničkog izgleda automobila iz Nolanove filmske trilogije. Dizajnirao ga je scenograf Patrick Tatopoulos; dugačak je šest metara, a širok tri i pol metra. Naočale koje u filmu nosi Henry Cavill kao Clark Kent napravio je britanski dizajner naočala Tom Davies.

### Snimanje
U rujnu 2013. godine Larry Fong pridružio se filmskoj ekipi kao snimatelj nakon što je već radio sa Zackom Snyderom na filmovima 300, Watchmen i Sucker Punch. Snimanje filma započelo je 19. listopada 2013. godine u East Los Angeles Collegeu kako bi se snimila utakmica američkog nogometa između Gotham City Universityja i njihovih suparnika Metropolis State Universityja. Krajem mjeseca započela je gradnja farme Kentovih kako je već viđena u filmu Čovjek od čelika. Snimanje filma s glavnom glumačkom postavom započelo je 19. svibnja 2014. godine u Detroitu (država Michigan) dok su scene s glumicom Gal Gadot kao Dianom Prince snimljene ranije, 16. svibnja. Tijekom snimanja u Michiganu produkcija je potrošila sveukupno 199 milijuna dolara na troškove. Scena državnog pogreba na nacionalnom groblju Arlington također je snimljena u Michiganu uz pomoć zelenog ekrana.
Dodatno snimanje započelo je u studenom 2014. godine u Detroitu (država Illinois). Ostale lokacije na kojima se snimao film uključivale su filmski studio u državi Michigan, muzej Eli and Edythe Broad Art na sveučilištu Michigan te u Yorkvilleu i Novom Meksiku. Neke sekvence filma, uključujući scenu pogibije roditelja Brucea Waynea snimljene su uz korištenje IMAX-ovih kamera. Planirano snimanje u Maroku prebačeno je u Novi Meksiko zbog iznenadne pojave ebole u toj državi. Snimanje filma završeno je 5. prosinca 2014. godine.

### Glazba i soundtrack
Hans Zimmer skladao je glazbu za film te naglasio da mu je bilo izuzetno teško pronaći originalni materijal za lik Batmana (Zimmer je prethodno skladao glazbu za sva tri Nolanova filma o Batmanu). Junkie XL koji je skladao dodatnu glazbu za film Čovjek od čelika također se vratio raditi i na ovom filmu te pomogao skladati glavnu temu za Batmana. Originalno je bilo zamišljeno da Junkie XL sklada glazbu za lik Batmana dok bi se Zimmer u potpunosti posvetio skladanju materijala za Supermana, ali konačna Batmanova glazbena tema napisana je kao kolaboracija obojice kompozitora. Zimmer je istaknuo da je imao poprilično problema pronaći novi način da ispriča priču o junaku za kojeg je već radio glazbu pa je nakon početka distribucije filma službeno objavio da se povlači iz svijeta superheroja kada je skladanje glazbe u pitanju. Službeni soundtrack filma izdala je kompanija WaterTower Music dana 18. ožujka 2016. godine.
Pjesme koje se pojavljuju u filmu uključuju: "Kang Ling (An Instrument Made From A Human Thigh Bone)", tradicionalnu pjesmu koju izvode redovnici iz samostana Dip Tse Chok Ling (u gradu Dharamshala); "Night and Day" i "Ev'ry Time We Say Goodbye" autora Colea Portera, a u izvedbi Richarda Cheesea; "Shostakovich: Waltz II (Jazz Suite No. 2)" autora Dmitrija Šostakoviča u izvedbi Royal Concertgebouw orkestra pod vodstvom Riccarda Chaillyja; i "Amazing Grace" u pripremi i izvedbi Johna Allana.

## Kino distribucija
U studenom 2013. godine službeno je najavljeno da će film sa svojom kino distribucijom krenuti 17. srpnja 2015. godine. Međutim, u siječnju 2014. godine kompanija Warner Bros. objavila je da se početak distribucije pomiče na 6. svibnja 2016. godine kako bi se filmskoj ekipi dalo "što više vremena da u potpunosti realizira svoju viziju zbog kompleksne prirode vizualnosti priče". U kolovozu iste godine datum početka distribucije ponovno je pomaknut, ovaj puta sa 6. svibnja na 25. ožujka 2016. godine, a jedan od zaposlenika studija Warner Bros. rekao je da "nije da se studio boji pustiti film istoga dana kada će i Marvel pustiti svog Kapetana Ameriku: Građanski rat, već da se ožujak 'fantastično uklapa' u njihov raspored". Prema izvorima do kojih je došao Hollywood Reporter, studio Warner Bros. razmišljao je o mogućnosti da film u distribuciju pusti na 70mm vrpcama, budući je dio filma snimljen u IMAX formatu od 65mm-a.
Film Batman v Superman: Zora pravednika svoju je svjetsku premijeru imao u Audatorio Nacional u Mexico Cityju dana 19. ožujka 2016. godine nakon čega je uslijedila premijera u New York Cityju u Radio City Music Hall dan kasnije. Nakon terorističkih napada u Bruxellesu, kompanija Warner Bros. prvotno je željela otkazati londonsku premijeru filma, ali su je ipak odlučili održati zbog obožavatelja. U SAD-u i Ujedinjenom Kraljevstvu film je sa službenom kino distribucijom krenuo 25. ožujka u 3D formatu. Film se istovremeno započeo prikazivati u Sjevernoj Americi, Kini i Japanu - trima najvećima tržištima kao i na nekoliko dodatnih međunarodnih teritorija (uključujući i Hrvatsku), uz izuzetak Poljske gdje kina uopće nisu radila zbog nacionalnog praznika. Batman v Superman: Zora pravednika simultano se započeo prikazivati na 30 tisuća ekrana u gotovo svim većim stranim teritorijima na preko 61 tržištu (uključujući i Kinu), a samo u SAD-u film je otvoren na oko 4242 lokacije od kojih je 3500 ekrana (85%) bilo u 3D formatu, 390 IMAX ekrana, 470 PLF lokacija, 150 D-Box kina i 10 ekrana koji su film puštali sa 70mm kopija.

## Priznanja

### Zarada na kino blagajnama
U svom prvom vikendu prikazivanja u SAD-u i Kanadi film Batman v Superman: Zora pravednika zaradio je 166 milijuna dolara čime je zasjeo na osmo mjesto najboljih kino otvaranja svih vremena, odmah ispred filma Vitez tame: Povratak koji je zaradio 160,9 milijuna dolara. Sveukupna svjetska zarada filma u vikend otvaranju iznosila je 422,5 milijuna dolara što je film postavilo na drugo mjesto najboljih kino otvaranja nekog filma studija Warner Bros. te na peto mjesto najboljih otvaranja svih vremena. To je postao četvrti film u povijesti čije je svjetsko kino otvaranje prešlo 400 milijuna dolara. U IMAX kinima film je u prvom vikendu utržio sveukupno 36 milijuna dolara na 945 IMAX ekrana što ga je postavilo na treće mjesto najboljih IMAX otvaranja svih vremena, odmah iza filmova Ratovi zvijezda: Sila se budi (48 milijuna dolara) i Jurski svijet (44 milijuna dolara). Međutim, kako na američkom tržištu tako i u ostatku svijeta, prodaja karata za film u razdoblju od petka do subote pala je za 58% (najviše od bilo kojeg drugog filma o superjunacima u modernoj povijesti box-officea) čime je srušen rekord kojeg je do tada držao film Fantastična četvorka.
U drugom tjednu prikazivanja, Batman v Superman: Zora pravednika doživio je "povijesni" box-office pad od 81,2% do drugog petka što je označilo "jedan od najvećih padova kino zarade od petka do petka kojeg je ijedan blockbuster doživio u povijesti", a kada se zaračunava i vikend zarada pad je iznosio sveukupno 68,4% unatoč tome što film "praktički nije imao neku veću filmsku konkurenciju" čime je zasjeo na drugo mjesto filmova s najvećim box-office padom kada su filmovi o superjunacima u pitanju (odmah iza Hulka iz 2003. godine). Pišući za Box Office Mojo Brad Brevet je naglasio da se "čini kako film Batman v Superman: Zora pravednika očekuje pad između 58 i 68 posto te da je na kraju završio na suprotnoj strani od očekivanja". Scott Mendelson pišući za Forbes istaknuo je: "Bez obzira je li film dobar ili ne i bez obzira da li publika uopće reagira na njega ili ne, rezultat filma najviše ovisi o drugom i trećem tjednu prikazivanja... I dalje govorimo o zaradi od 15,35 milijuna drugog petka prikazivanja te o zaradi većoj od 50 milijuna dolara u drugom vikendu, ali što se izdržljivosti samog filma tiče, bojim se da ona ne postoji". Nastavljajući s trendom pada, u trećem vikendu prikazivanja film je pao za dodatnih 54,3% nakon čega je Brad Brevet zaključio da je "izdržljivost filma izrazito mala".
U tjednima koji su prethodili početku kino distribucije filma, pretprodaja kino ulaznica nadišla je onu za filmove Vitez tame: Povratak, Osvetnike i Brze i žestoke 7. U svijetu je predviđeno da će film na 35 tisuća ekrana u prvom vikendu otvaranja utržiti između 300 i 340 milijuna dolara. U drugom vikendu prikazivanja film je prešao zaradu od 50 milijuna dolara samo u IMAX kinima te sveukupno utržio 53,4 milijuna dolara na 571 IMAX ekranu. Voditelj odjela za kino distribuciju na domaćem tržištu kompanije Warner Bros, Jeff Goldstein, opisao je box-office filma kao "fantastičan rezultat". Analitičar filmske kino zarade Jeff Bock rekao je: "Unatoč svemu, ako se u obzir uzme Nolanova trilogija i Burtonovi filmovi o Batmanu te kada se zaračuna inflacija, ovo je do sada najveći box-office uspjeh nekog DC filma. Zaradio je 200 milijuna dolara više od Čovjeka od čelika. U konačnici, BvS je uspješno pokrenuo kinematografski univerzum DC-ja, ali to još nije niti blizu onoga što rade Disney/Marvel kada govorimo o kritičarskom ili box-office uspjehu. Možemo se samo nadati da nas očekuju veće i bolje stvari u budućnosti". Razne financijske analize procijenile su da je film morao zaraditi 800 milijuna dolara kako bi "povratio uložena sredstva". Međutim, unatoč tome što je u konačnici zaradio više od tog iznosa, film se svejedno smatra "razočaranjem" zbog toga što nije dosegnuo zaradu od jedne milijarde. Sve navedeno kao posljedicu je imalo donošenje odluke studija Warner Bros. u svibnju 2016. godine o kreiranju sestrinske tvrtke DC Films koja će se isključivo baviti snimanjem filmova iz DC Comics svijeta (nešto slično što je studio Walt Disney napravio sa stvaranjem studija Marvel koji se ekskluzivno bave snimanjem filmova prema Marvel Comicsima). U konačnici je u Sjevernoj Americi film Batman v Superman: Zora pravednika zaradio 330,4 milijuna dolara, a u ostatku svijeta dodatnih 542,9 milijuna dolara čime njegova sveukupna zarada do danas iznosi 873,3 milijuna dolara, a što ga je postavilo na sedmo mjesto filmova s najvećom zaradom 2016. godine odmah iza filmova Kapetan Amerika: Građanski rat, Rogue One: Priča iz Ratova zvijezda, Potraga za Dorom, Zootropola, Knjiga o džungli i Tajni život ljubimaca. Internetska stranica Deadline.com izračunala je da prava zarada filma iznosi 105,7 milijuna dolara nakon što se oduzmu svi produkcijski i marketinški troškovi filma.

### Kritike
Film Batman v Superman: Zora pravednika dobio je uglavnom negativne kritike filmske struke. Na poznatoj internetskoj stranici Rotten Tomatoes film ima 27% pozitivnih ocjena temeljenih na 372 zaprimljene kritike uz prosječnu ocjenu 4.9/10. Generalno mišljenje kritičara s te stranice jest da "Batman v Superman guši potencijalno snažnu priču - i dvojicu ikonskih superjunaka - u mrgodnom vihoru akcije nabijene vizualnim efektima". Na drugoj internetskoj stranici koja se također bavi prikupljanjem filmskih kritika (Metacritic) film ima prosječnu ocjenu 44/100 temeljenu na 51 zaprimljenom tekstu. CinemaScore je obavljao svoju uobičajenu anketu među gledateljima koji su film u prosjeku ocijenili s četvorkom (na ljestvici od +5 do jedinice). Muškarci su mu uglavnom davali ocjenu -4, žene 4, osobe u dobi ispod 25 godina također četvorku, a osobe iznad 25 godina starosti -4. BBC News je nakon svečane premijere filma u New Yorku izvijestio da se "obožavateljima film uglavnom sviđa".
Za razliku od gledatelja, kritičari su bili puno oštriji prema filmu. Lindy West je u svom tekstu za The Guardian film opisala kao "gledanje odraslog čovjeka koji se igra s dvjema lutkama pune 153 minute". A. O. Scott je u svom tekstu za The New York Times istaknuo: "Poanta filma nije zabava i nije razmišljanje. Poanta filma je poslušnost. Teologija koja je unesena u film služi isključivo kao potpora vizualnom spektaklu. U tom smislu film služi kao metafora za vlastitu aspiraciju. Korporacije koje produciraju ovakve filmove i ambiciozni mladići koji ih snimaju očito nemaju drugog razloga za raditi taj posao osim veličati sami sebe". U tekstu za The Telegraph, Robbie Collin je prozvao film "nehumorističnim" i "najnepovezanijim blockbusterom u posljednjih nekoliko godina". Cynthia Fuchs iz PopMattersa napisala je: "Dok gledate ovaj film možete razmišljati i o vlastitoj ulozi u njemu, zbog toga što ste pozvani da konzumirate sve ono što ste već ranije konzumirali. Wonder Woman je jedina svijetla točka filma i to samo zbog toga što njezina priča u konačnici ostaje neispričana". Matt Patches je za Thrillist istaknuo da "ono što Batman v Superman može napraviti to i radi, ali nauštrb koherentnosti i uzbuđenja. Film je potpuno lud. Radi se o turobnom putovanju uz proždrljivu kompleksnost radnje i neslužbeni remake filma The Odd Couple u vrijednosti od četvrt milijarde dolara u kojem Oscar i Felix doslovno pokušavaju ubiti jedno drugo". U svojoj audio kritici za film redatelj Kevin Smith, dugogodišnji Affleckov prijatelj i suradnik, nahvalio je Affleckovu glumu, ali kritizirao je film uz komentar: "Bez srca i imalo humora. Čini se kao da postoji generalno nerazumijevanje svih tih likova. Kao da Zack Snyder nije čitao stripove, već je samo pročitao jedan - The Dark Knight Returns - gdje mu je najomiljeniji dio bio kraj kada se Batman i Superman tuku". Međutim, nakon drugog gledanja Smith je putem svog vlastitog Instagram profila bio puno nježniji prema filmu. Glumcu Jeremyju Ironsu također se film nije svidio te je istaknuo da je zaslužio dobiti sve negativne kritike i izrazio svoju nadu da će Liga pravde biti bolji uradak zbog toga što će priča tog filma biti "puno manja i linearnija".
Ipak, nisu sve kritike bile stopostotno negativne. David Betancourt iz Washington Posta i Scott Mendelson iz Forbesa hvalili su vizualni stil filma kao i glumačka ostvarenja Afflecka i Gadot premda je Mendelson istaknuo da je film "totalni nered tankih likova, nezanimljive radnje i iznenađujuće zbrkane akcije". Peter Travers iz Rolling Stonea proglasio je film "boljim od Čovjeka od čelika, ali daleko ispod letvice koju je postavila Nolanova trilogija o Vitezu tame". Također je nadodao: "Zora pravednika je i dalje divovsko ostvarenje, ono o čemu klinac u svima nama sanja, a to je vidjeti Batmana i Supermana kako oblače svoja odijela i kreću u akciju". Mark Hughes iz Forbesa nazvao je film "nasljednikom trilogije Vitez tame kojeg su mnogi obožavatelji i gledatelji očekivali s nestrpljenjem. To je vizualno zadivljujući, grandiozni vizualni spektakl snažne emotivne priče". Andrew Barker iz Varietyja istaknuo je: "Ako ga se gleda kao čisti vizualni spektakl, Batman v Superman doslovno eksplodira na ekranu". Charles Koplinski iz Illinois Timesa nazvao je film "pričom koja se na inteligentan način bavi najpoznatijim likovima iz pop-kulture 20. stoljeća". Nicolas Barber iz BBC-a dao je filmu četvorku i prozvao ga "epskim" uz posebne pohvale Benu Afflecku i fotografu Fongu. Jordan Hoffman je filmu dao pomiješanu ocjenu: u isto vrijeme kritizirao je "izrazito loš scenarij", ali istaknuo "da postoji dosta trenutaka u filmu koji funkcioniraju" te nahvalio glumu Afflecka i Gadot uz poseban naglasak na lik Wonder Woman kojeg je proglasio najboljom stvari u uratku.
Glumac Jesse Eisenberg pobrao je uglavnom negativne kritike za svoju interpretaciju Lexa Luthora koja je proglašena imitacijom Jokera. Čak je i prije početka službene kino distribucije filma, Ben Affleck uspoređivao Eisenbergovu glumu s onom Heatha Ledgera u filmu Vitez tame. Nakon što je film krenuo s prikazivanjem, kritičari su se obrušili na Eisenberga i njegov portret Luthora. Sonny Bunch iz The Washington Posta u svojoj je kritici bio vrlo odrješit: "Kako film odmiče, Lex sve više i više postaje frfljavi luđak, neka čudna mješavina Riddlera i Jokera uz malu dozu Marka Zuckerberga koja služi poput začina". Charlie Jane Anders iz Gizmoda također se nije suzdržavao od negativnih komentara: "Netko je očito Jesseju Eisenbergu rekao da je ovaj film ono što je Vitez tame bio nakon Batmana: Početak, pa se Jesse trudi dati nam Ledgerovsku performansu... Gledajući kino najavu mislio sam da će upravo Eisenbergova gluma biti ono što će izvući film, ali takva doza manije na kraju je ispala najgorom stvari u filmu". U svom članku za Grunge naziva "Kako je Jesse Eisenberg uništio film Batman v Superman" autor Andy Scott napisao je: "Eisenbergov način govora i manirizam čini se u potpunosti ukraden od Ledgerovog savršenog portreta Jokera i to do te mjere da se opasno približio granici između homagea punog poštovanja i klasične krađe".

### Nagrade
| Popis nagrada i nominacija      | Popis nagrada i nominacija                   | Popis nagrada i nominacija         | Popis nagrada i nominacija | Popis nagrada i nominacija | Popis nagrada i nominacija |
| Nagrada                         | Kategorija                                   | Primatelj(i)                       | Rezultat                   | Izvori                     |                            |
| ------------------------------- | -------------------------------------------- | ---------------------------------- | -------------------------- | -------------------------- | -------------------------- |
| Nagrada kritičara               | Najbolja glumica u akcijskom filmu           | Gal Gadot                          | Nominacija                 | [ 230 ]                    |                            |
| Zlatna malina                   | Najgori film                                 | Charles Roven i Deborah Snyder     | Nominacija                 | [ 231 ] [ 232 ]            |                            |
| Zlatna malina                   | Najgori redatelj                             | Zack Snyder                        | Nominacija                 | [ 231 ] [ 232 ]            |                            |
| Zlatna malina                   | Najgori scenarij                             | Chris Terrio i David S. Goyer      | Pobjeda                    | [ 231 ] [ 232 ]            |                            |
| Zlatna malina                   | Najgori glumac                               | Ben Affleck                        | Nominacija                 | [ 231 ] [ 232 ]            |                            |
| Zlatna malina                   | Najgori glumac                               | Henry Cavill                       | Nominacija                 | [ 231 ] [ 232 ]            |                            |
| Zlatna malina                   | Najgori sporedni glumac                      | Jesse Eisenberg                    | Pobjeda                    | [ 231 ] [ 232 ]            |                            |
| Zlatna malina                   | Najgori filmski par na ekranu                | Ben Affleck i Henry Cavill         | Pobjeda                    | [ 231 ] [ 232 ]            |                            |
| Zlatna malina                   | Najgori filmski prequel, remake ili nastavak | Batman v Superman: Zora pravednika | Pobjeda                    | [ 231 ] [ 232 ]            |                            |
| Dječja nagrada Nickelodeon      | Najdraži film                                | Batman v Superman: Zora pravednika | Nominacija                 | [ 233 ]                    |                            |
| Dječja nagrada Nickelodeon      | Najdraža glumica                             | Amy Adams                          | Nominacija                 | [ 233 ]                    |                            |
| Dječja nagrada Nickelodeon      | Najdraži glumac                              | Ben Affleck                        | Nominacija                 | [ 233 ]                    |                            |
| Dječja nagrada Nickelodeon      | Najdraži glumac                              | Henry Cavill                       | Nominacija                 | [ 233 ]                    |                            |
| Dječja nagrada Nickelodeon      | Najdraži razbijač                            | Ben Affleck                        | Nominacija                 | [ 233 ]                    |                            |
| Dječja nagrada Nickelodeon      | Najdraži razbijač                            | Henry Cavill                       | Nominacija                 | [ 233 ]                    |                            |
| Dječja nagrada Nickelodeon      | Najdraži (ne)prijatelji                      | Ben Affleck and Henry Cavill       | Nominacija                 | [ 233 ]                    |                            |
| Nagrada People's Choice         | Najdraži akcijski film                       | Batman v Superman: Zora pravednika | Nominacija                 | [ 234 ]                    |                            |
| Nagrada Saturn                  | Najbolji film snimljen prema stripu          | Batman v Superman: Zora pravednika | Nominacija                 | [ 235 ]                    |                            |
| Nagrada Teen Choice             | Najbolji SF/fantastični film                 | Batman v Superman: Zora pravednika | Nominacija                 | [ 236 ]                    |                            |
| Nagrada Teen Choice             | Najbolji glumac u SF/fantastičnom filmu      | Henry Cavill                       | Nominacija                 | [ 236 ]                    |                            |
| Nagrada Teen Choice             | Najbolji glumac u SF/fantastičnom filmu      | Ben Affleck                        | Nominacija                 | [ 236 ]                    |                            |
| Nagrada Teen Choice             | Najbolja glumica u SF/fantastičnom filmu     | Amy Adams                          | Nominacija                 | [ 236 ]                    |                            |
| Nagrada Teen Choice             | Najbolji kradljivac scene                    | Gal Gadot                          | Nominacija                 | [ 236 ]                    |                            |
| Nagrada Teen Choice             | Najbolji filmski negativac                   | Jesse Eisenberg                    | Nominacija                 | [ 236 ]                    |                            |
| Nagrada Teen Choice             | Najbolji poljubac                            | Henry Cavill i Amy Adams           | Nominacija                 | [ 236 ]                    |                            |
| Nagrada Jupiter                 | Najbolji međunarodni film                    | Zack Snyder                        | Nominacija                 |                            |                            |
| Nagrada za najbolju kino najavu | Najoriginalniji plakat                       | Warner Bros. Pictures              | Pobjeda                    |                            |                            |

## Izdanja za kućno kino
Produžena verzija filma nazvana "Ultimativno izdanje" izdana je za kućna kina skupa s kino verzijom. Ova verzija dobila je jaču cenzorsku oznaku (R) za razliku od cenzorske oznake PG-13 (djeca starosne dobi ispod 13 godina mogu gledati film u pratnji roditelja ili starije osobe) koja je igrala u kinima te je duža za 31 minutu. Nakon što je Ultimativno izdanje pušteno u prodaju (zapravo verzija filma koju je želio sam redatelj prije nego što je film izrezan u montaži za potrebe kino distribucije), kritičari su ustanovili da bi sam film vjerojatno bio puno bolje primljen. Pišući za Screen Rant autor Ben Kendrick istaknuo je: "Premda je duža verzija filma puno inteligentnija, karakterni portret likova ne razlikuje se previše pa će za one gledatelje kojima se filmovi Čovjek od čelika i Batman v Superman ionako nisu svidjeli zbog većih razloga kao što su tonalitet i mračnija karakterizacija ikonskih superjunaka DC-ja, 'Ultimativno izdanje' biti samo dulja verzija istog uratka, premda je finalni proizvod i dalje bolji film od kino verzije".
Svojom prodajom u prvom tjednu izdanja (24. srpnja 2016. godine) film je zasjeo na prvo mjesto. U konačnici je zaradio 20,5 milijuna dolara od DVD prodaje te 54,4 milijuna dolara od Blu-ray prodaje na kraju utrživši gotovo 75 milijuna dolara.

## Vanjske poveznice
- Batman v Superman: Zora pravednika u internetskoj bazi filmova IMDb-a